# Guillermo Céspedes del Castillo
Guillermo Céspedes del Castillo (Terol, 1 d'agost de 1920-Madrid, 15 d'octubre de 2006) fou un historiador americanista espanyol. És considerada la màxima autoritat en les institucions polítiques, la societat i economia de l'Amèrica Virreinal. Ha estat acadèmic de la Reial Acadèmia de la Història.

## Biografia
Va realitzar els seus estudis universitaris d'Història durant la postguerra en la Universitat de Sevilla, graduant-se el 1944. El 1945 es diploma en Estudis Americans, i el 1946 es doctora en la Universitat de Madrid. Va fundar amb altres investigadors l'Escola d'Estudis Hispanoamericans de Sevilla. El 1948, és professor adjunt a la Universitat de Sevilla com a professor adjunt i el 1949 com a catedràtic.
La seva tasca investigadora es va centrar en l'Arxiu General d'Índies, i, des de 1951 (quan el règim franquista comença a sortir de l'aïllament internacional) la complementa amb arxius estrangers, viatjant a Iberoamèrica i el 1959 als Estats Units, on va ser convidat del Centre d'Estudis Avançats de la Brookings Institution (1962). Professor visitant en la State University of New York at Stony Brook (1965-1967) i després de la Universitat de Califòrnia, a San Diego, de la qual ha estat professor emèrit fins a la seva defunció. Torna a Espanya el 1975 com a catedràtic d'Història dels descobriments geogràfics a la Universitat Complutense. Publicà la Antología de Textos y documentos de la América Hispánica.
En 2002 va rebre la gran creu de l'Orde d'Isabel la Catòlica.

## Obres
- La avería en el comercio de Indias, 1945.
- Lima y Buenos Aires. Repercusiones económicas y políticas de la creación del virreinato del Plata, 1946.
- Reorganización de la Hacienda virreinal peruana en el siglo XVIII, 1953.
- Tom III de la Historia social y económica de España y América (Jaume Vicens i Vives, dir. Barcelona, 1957), capítulos sobre las Indias en los siglos XVI y XVII
- América Hispánica (1492-1898), Labor, 1983 (Madrid, M. Pons, 2008)
- La Independencia de Iberoamérica: La lucha por la libertad de los pueblos, Anaya S.A, 1988
- La exploración del Atlántico, 1991
- Historia de la América virreinal
- Virreinato peruano: documentos para su historia (en col·laboració amb M. Moreyra Paz-Soldán), 3 vols.
- América Latina colonial hasta 1650, México, 1975
- Latin America. The Early Years, Nueva York, 1974
- Guillermo Céspedes, Gonzalo Anes Álvarez. El tabaco en Nueva España.  Real Academia de la Historia, 1992.
- Guillermo Céspedes. Ensayos sobre los reinos castellanos de Indias.  Real Academia de la Historia, 1999. ISBN 9788489512528.
- Guillermo Céspedes. Colón en el mundo que le tocó vivir.  Real Academia de la Historia, 2007. ISBN 9788495983879.